# Dassault Falcon 2000
Dassault Falcon 2000 là một loại máy bay phản lực thương gia của Pháp, một sản phẩm do hãng Dassault Aviation chế tạo, nó thuộc dòng máy bay thương gia cao cấp Dassault Falcon. Đây là một máy bay phản lực hai động cơ, một phát triển nhỏ của loại Falcon 900 ba động cơ, với tầm bay vượt đại dương.

## Phục vụ

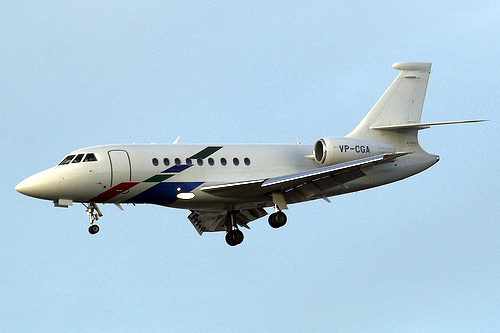
Falcon 2000 của Volkswagen Air Service

## Thông số kỹ thuật

### Đặc điểm riêng
- Phi đoàn: 2
- Chiều dài: 20,22 m
- Sải cánh: 19.33 m
- Chiều cao: 7.06 m
- Diện tích cánh: n/a
- Trọng lượng rỗng: n/a
- Trọng lượng cất cánh: n/a
- Trọng lượng cất cánh tối đa: 16.556 kg
- Động cơ: 2x CFE (General Electric & AlliedSignal) CFE73811B, 25.6 kN mỗi chiếc

### Hiệu suất bay
- Vận tốc cực đại: Mach 0.83-0.85
- Tầm bay: 5560 km (3000 NM) (vận tốc Mach 0.8 và 8 hành khách)
- Trần bay: 14.000 m (47.000 ft).
- Vận tốc lên cao: n/a
- Lực nâng của cánh: n/a
- Lực đẩy/trọng lượng: n/a

### Máy bay có cùng sự phát triển
- Dassault Falcon 900
- Dassault Falcon 7X

### Máy bay có tính năng tương đương
- Bombardier Challenger 605
- Gulfstream G450